# Рудковцы (Хмельницкая область)
Рудковцы (укр. Рудківці) — село в Каменец-Подольском районе Хмельницкой области Украины. Известно памятником чернолесской археологической культуры — Рудковецким городищем.
Население по переписи 2001 года составляло 613 человек; на 2019 год насчитывается меньше 500 человек. В 2018 году к Рудковцам официально присоединили село Калюс. Почтовый индекс — 32662. Телефонный код — 3847. Занимает площадь 1,895 км². Код КОАТУУ — 6823386504.
Местная власть расположена в посёлке Новая Ушица (улица Подольская, 12).